# Donald Kagan
Donald Kagan (Lituânia, 1 de maio de 1932) é um historiador da Universidade de Yale especialista em história da Grécia, muito conhecido pelo seu trabalho condensado em quatro volumes sobre a Guerra do Peloponeso.
Nascido em uma família judia da Lituânia, Kagan cresceu no Brooklyn, em Nova Iorque, onde sua família emigrara pouco depois da morte de seu pai. Atualmente é professor de História Clássica na Universidade de Yale, o seu curso de "As origens da guerra" é dos mais populares da universidade há vinte e cinco anos.
 